# Parafia Świętych Apostołów Piotra i Pawła w Krzyworzece
Parafia Świętych Apostołów Piotra i Pawła w Krzyworzece – parafia rzymskokatolicka, znajdująca się w archidiecezji częstochowskiej, w dekanacie Mokrsko.